# Чаротворці
«Чаротворці» — роман у жанрі гумористичного фентезі, британського письменника Террі Пратчетта, 5 книга у серії про Дискосвіт і третя у циклі «Ринсвінд». У світі Дискосвіту чаротворці — чарівники, які є джерелами магії, і, отже, надзвичайно потужніші за звичайних чарівників — вони були головною причиною великих воєн магів, які залишили ділянки Диска непридатними. Роман продовжує оповідь пригод чарівника-невдахи Ринсвінда, що вперше з'явився на сторінках творів Пратчетта у «Колір Магії», а також його продовжені «Химерне Сяйво». Сюжет оповіді розгортається навколо Койна — чарівника в квадраті (тобто восьмого сина восьмого сина, восьмого сина) — якому судилося стати джерелом магії, чаротворцем. Завдяки цьому юному хлопцеві стара магія Дискосвіту, що вже потрохи вивітрювалася, тепер відродилася і набула небаченої сили. Утім, нездорові чаротворчі амбіції та диктатура магії можуть бути небезпечними та навіть руйнівними й загрожувати цілісності світобудови. Рятувати світ та протистояти супермогутньому чаротворцеві Койну береться чарівник-невдаха Ринсвінд разом із вправною геройкою Коніною і сповненим ентузіазму героєм-початківцем Найджелом. А допомагатиме відчайдухам капелюх архіректора, що за довгі роки спілкування з видатними чарівниками став окремою, і треба сказати — харизматичною, особистістю.

## Сюжет
Історія розпочинається з появи Смерті, що збирається забрати душу Іпслора Червоного, чарівника, якого вигнали з Невидної академії через його одруження і народження дітей, що суворо заборонене для чарівників. Іпслор обіцяє помститися чарівникам, за допомогою його восьмого сина Койна. Будучи восьмим сином чарівника, Койн народився чаротворцем, чарівником, який генерує нову магію, а не створює її зі світу, фактично роблячи його найпотужнішим чарівником на Диску. У момент смерті Іпслор переносить свою сутнісь до власного костуру, не даючи Смерті забрати його душу і тим самим в майбутньому впливаючи на власного сина.
Через вісім років Койн вбиває Святогуса, чергового архітектора Невидної академії, потрапляючи опісля до Великої зали академії. Після звістки про те, що Койн здолав одного з найкращих чарівників академії, його вітає більшість мешканців академії. Чарівник-невдаха Ринсвінд разом з Багажем на ніжках, відомого з попередніх частин циклу «Ринсвінд» і Бібліотекарем-орангутаном, що через нещасний випадок перетворився на істоту, випадково пропускають приїзд Койна, незадовго до цього покинувши академію. Доки вони перебували у таверні «Латаний барабан», Коніна, професійна злодійка і дочка героя Дискосвіту Коена Варвара, прибуває у таверну, тримаючи з собою капелюх Архітектора Невидної академії, який вона встигла вкрасти з кімнати Святогуса. За час носіння капелюха багатьма могутніми чарівниками і архітекторами, він перетворився на окрему сутність, що має змогу контролювати і використовувати власну магічну енергію на певні потреби. Під керівництвом капелюха, який розглядає Койна як загрозу для чаклунства та самого світу, Коніна змушує Ринсвінда піти з нею і відправитися на кораблі до Хапонії, міста Аль-Халі, де як стверджує капелюх, хтось придатний його носити.
Тим часом у самому Анк-Морпорку чаклуни стають більш потужними завдяки присутності Койна, що формує більше магії у світ Диска. Під керівництвом Койна чарівники беруть під владу Анк-Морпорк, перетворюючи його на незаймане місто, і планують захопити світ. В той же час Ринсвінд, Коніна і Багаж опиняються в компанії Креозота, серіфа Аль-Халі та Абріма, його віроломного візира. Тріо врешті-решт відокремлюються; Ринсвінда кидають у зміїну яму, де він зустрічає Найджела, героя-початківця і варвара, що тренується бути в майбутньому легендарним героєм. Коніну відводять до гарему Креозота, де серіфу його наложниці розповідають історії. А ось Багаж на ніжках, зневажений Коніною, тікає і напивається, перш ніж вбити і з'їсти кількох істот у пустелях.
Зрештою, Койн оголошує Невидну академію та усі документи і накази чарівників застарілими і наказує спалити бібліотеку стверджуючи, що магія більше не вимагає таких речей. Опісля, група чарівників атакує Аль-Халі, утворюючи велику кількість магії власною появою, що тимчасово вводить Ринсвінда в транс і дозволяє йому використовувати магію, що рятує його і Найджела уникнути зміїної ями. Вони зустрічаються з Коніною, що закохується у Найджела і серіфом Креозотом, разом з якими вони виявляють Абріму, який надягнув капелюх архітектора, сподіваючись здобути з нього силу. Маючи досвід багатьох попередніх архітекторів, капелюх бере під власний контроль необхідних йому людей аби боротися з чарівниками у битві, контролюючи і використовуючи магію. В цей же момент Ринсвінд, Коніна, Найджел і Креозот знаходять чарівний літаючий килим у скарбниці палацу і використовують його для втечі з палацу, під час його руйнування одержимим капелюхом Абрімом, будуючи власну вежу і фортифікаційні споруди задля війни.
Дискосвіт перетворюється на суцільне поле бою, де чаклуни йдуть на війну між собою, погрожуючи повністю знищити світ. Почувши, як Креозот висловлює настрої супроти чарівників, розлючений і принижений Ринсвінд відмовляється від подорожі, забираючи з собою чарівний килим і потрапляє до Невидної академії, де він дізнається, що бібліотекар орангутан врятував магічні книги, сховавши їх у старовинній вежі мистецтва. Бібліотекар переконує Ринсвінда зупинити Койна, і він вирушає зіткнутися з чаротворцем за допомогою звичайної шкарпетки, до якої заховав півцеглини. Повернувшись до Аль-Халі, Багаж, звинувачуючи капелюх архітектора за все, що він пережив, пробивається до вежі Абріма. Через появу Багажа, візир помирає у процесі боротьби з чарівниками Анк Морпорку, при цьому башта і капелюх архітектора знищуються в процесі.
Незважаючи на свою перемогу, Койн стає стурбованим, коли дізнається, що чарівники керують Дискосвітом в присутності могутніших за них Богів. Він захоплює Богів у альтернативній реальності, яка починає скорочуватися, стаючи великою перлиною, змушуючи з'яивитися і відродитися Крижаних гігантів, раси істот, які були посаджені богами у в'язницю, втекти з якої можна було лише через знищення Богів. Крижані гіганти отримують повну владу над Диском заморожуючи усе на власному шляху. Опісля цього перед чаротворцем постає Ринсвінд. Чарівник невдаха не намагається битись з ним, але костур влади з сутністю Іпслора наказує вбити його. Зрештою, Ринсвінд переконує Койна покинути костур, але влада Іпслора була спрямована проти його сина. Інші чарівники покидають вежу, коли Ринсвінд рятує чаротворця від влади костура і вони разом телепортуються у Підземельні Виміри, допоки Смерть забирає душу Іпслора. Ринсвінд наказує Койну повернутися до академії і використовуючи лише шкарпетку, атакує Потвору аби відволікти і забезпечити втечу Койну, жертвуючи власним життям заради хлопця. Згодом Богів Диску звільняють, зупиняючи марш Льодових велетнів.
Опісля цих подій Койн повертає академію та Анк-Морпорк у звичний вигляд. У цей же момент до Невидної академії повертаються Найджел та Коніна, що намагаються відшукати Ринсвінда, проте Койн використовує свою магію, щоб змусити їх забути попередні події та Ринсвінда і щасливо жити разом. У кінці оповіді бібліотекар бере втрачений капелюх Ринсвінда, що він залишив опісля спроби врятувати Койна і розміщує її на п'єдесталі в бібліотеці.

## Персонажі
- Ринсвінд — чарівник-невдаха, знавець іноземних мов і головний герой циклу «Ринсвінд», в якому оповідаються його пригоди у Дискосвіті (зазвичай пов'язані з магією та чарівниками). Неодноразово є героєм багатьох творів Пратчетта, маючи за мету висміяти і зламати стереотипи і уявлення про чарівників у творах фентезі, зображуючи Ринсвінда слабким і безсильним супроти могутньої сили зла. Ринсвінда вигнали з Невидної академії — головного центру чарівників у місті Анк-Морпорк, через той факт, що він випадково відкрив одну із наймогутніших книг заклинань Диску — «Октаво». Одне з заклинань втекло до голови чарівника, зруйнувавши будь-які спроби і сподівання невдахи начитися ремеслу магії. Персонаж вперше з'являється у книзі «Колір Магії» де знайомиться з Двоцвітом вирушаючи у мандри Дискосвітом. У другому романі циклу «Химерне Сяйво» звільняється від влади «Октаво» і отримує від туриста Двоцвіта, на знак вдячності Багаж на ніжках з яким повертається до Невидної академії.
- Койн- чарівник у квадраті, будучи восьмим сином чарівника, Койн народився чаротворцем, чарівником, який генерує нову магію, а не створює її зі світу, фактично роблячи його найпотужнішим чарівником на Диску. Контролюючись костуром власного батька, він намагається захопити і привласнити світ.
- Коніна — донька знаменитого героя Коена Варвара (пародія на Конана) який вперше зустрічається у попередньому творі циклу «Химерне Сяйво» і в кінці самого роману одружується на дівчині Бетан. Вона професійна злодійка і копія власного батька, що намагається врятувати світ гуртом з чарівником Ринсвіндом. У кінці твору залишається разом з Найджелом.
- Найджел- герой початківець, що намагається стати сильнішим і в майбутньому легендою Диску, вивчаючи усе необхідне для цього у посібнику. Закоханий у Коніну.
- Смерть — у серії книг про Дискосвіт є персонажем чоловічого роду. Смерть рибалить, філософує, любить кошенят і смачні страви, мріє про відпустку і врешті просто виконує свою роботу: доправляє душі в інший світ. Крім цього має власний цикл творів «Смерть» вперше з'явившись у романі «Морт». У більшості творів власного циклу Смерть постає спостерігачем та героєм оповіді, що намагається збагнути людське життя та звички. Має доньку Іззабел, та власну оселю Смерті з дворецьким Альфредом, де зберігаються годинники життєміри з ім'ями людей та істот.
- Серіф Креозот — найбагатший володар Хапонії і міста Аль-Хала.
- Бібліотекар Невидної академії — персонаж, що неодноразово з'являється у творах Пратчетта. Під час одного з нещасних випадків у творі «Химерне Сяйво» перетворився на орангутана, що охороняє власну бібліотеку куштуючи великою кількістю банани. Бібліотекар неодноразово допомагав чарівникам Невидної академії і містянам Анк-Морпорку у більшості скрутних ситуацій відіграючи ключову роль в історії особливо в таких як: «Право на Чари», «Морт», «Віщі сестри», «Варта! Варта!», «Озброєні», «Батько Вепр» та інші.

## Відсилання у романі
Террі Пратчетт відомий власними відсиланнями у творах на певні популярні витвори, створені людством у жанрі літератури, мистецтва, музики, кіно, тощо. У цьому романі письменник неодноразово відсилається на багато відомих творів чи казок людства. Наприклад на мультфільм Disney «Аладдін», відсилаючись на літаючий килим. Чи наприклад на відому казку «Тисяча й одна ніч», а крім цього на загальновідомі міфології як от: Єгипетська, Грецька, Скандинавська та інші. Крижані Велетні твору — це відсилання до скандинавської міфології та їх йотуни, а наприклад крокодилобог Оффлер є відсиланням на єгипетського бога Себека.

## Порядок читання
Роман є третім у циклі «Ринсвінд» — що зазвичай оповідає про природи чарівника.